# Wawrzyniec Komorowski
Wawrzyniec Komorowski herbu Korczak (zm. 1550) – starosta oświęcimski, sekretarz królewski, właściciel państwa żywieckiego
Był synem Jana Komorowskiego, miał brata Jana. Sprawował urząd sekretarza królewskiego w latach 1547–1550. Zdaniem Zofii Rączki był sekretarzem Zygmunta Starego. 
Wraz z bratem współrządził państwem żywieckim po śmierci ojca w 1511. Wspólnie z bratem Janem uposażył szpital dla ubogich w Żywcu, ofiarowany wcześniej przez Marcina Hałamę. W 1518 bracia uzyskali dla miasta prawo do organizacji dwu jarmarków. W 1537 wystawili miastu przywilej na wytwarzanie słodu, warzenie i wyszynk, ograniczając jednocześnie prawa i wolności w tym zakresie mieszkańców okolicznych osad. Wawrzyniec współfinansował remonty, rozbudowę i wyposażenie żywieckiego kościoła parafialnego. Z czasów rządów braci Komorowskich zachował się pierwszy żywiecki statut cechowy. W 1545 powiększyli terytorium swojego posiadania o Ślemień, a w 1549 o Krzeszów. W 1548 bracia podarowali miastu swój prywatny browar. Wawrzyniec zmarł w 1550, prawdopodobnie nie pozostawiając potomstwa